# Carlos González (kubański bokser)
Carlos González – kubański bokser, srebrny medalista Igrzysk Ameryki Środkowej i Karaibów z roku 1935. W finale Igrzysk Ameryki Środkowej i Karaibów 1935 przegrał z Meksykaninem Juanem Parrą.